# Kolaribanan
Kolaribanan är en del av det finska järnvägsnätet och går från Torneå järnvägsstation i Torneå till Kolari. Bansträckningens längd är 186,6 kilometer, och den löper längs Tornedalen. Högsta tillåtna hastighet är 100 kilometer/timme. Banan är inte elektrifierad. Norr om Kolari fortsätter spåren i form av nedlagda industrispår till gruvorna i Kalkkikangas (eller Äkäsjokisuu) och Rautuvaara (båda 17 kilometer norr om Kolari).

## Historia
Järnvägen Torneå–Kaulinranta (79 kilometer) invigdes 1928, medan järnvägen Kaulinranta–Kolari–Kalkkikangas (123 kilometer) invigdes 1967. Spåret Kolari–Rautuvaara är från 1973. Banan byggdes för gruvornas skull och det går malmtåg till Kemi. Nattåg åker också från Helsingfors till Kolari, antalet turer i veckan beror på säsong. 
Finska Trafikledsverket har bytt till helsvetsade rälar, ersatt träslipers med betongslipers, ny ballast och byggt bort över 200 plankorsningar mellan 2008 och 2011 till en beräknad kostnad av 86 miljoner euro.

## Stationer

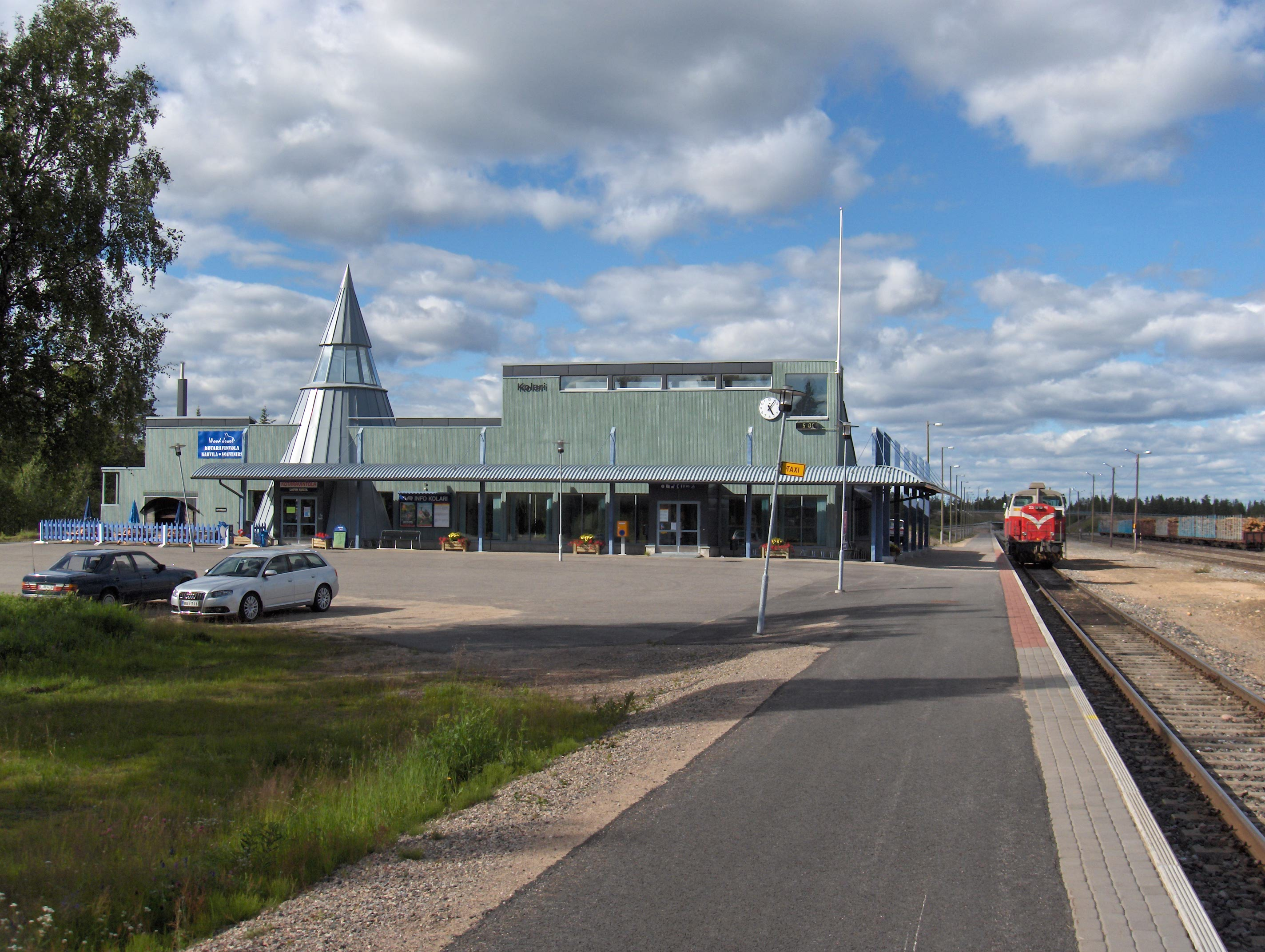
Kolari station
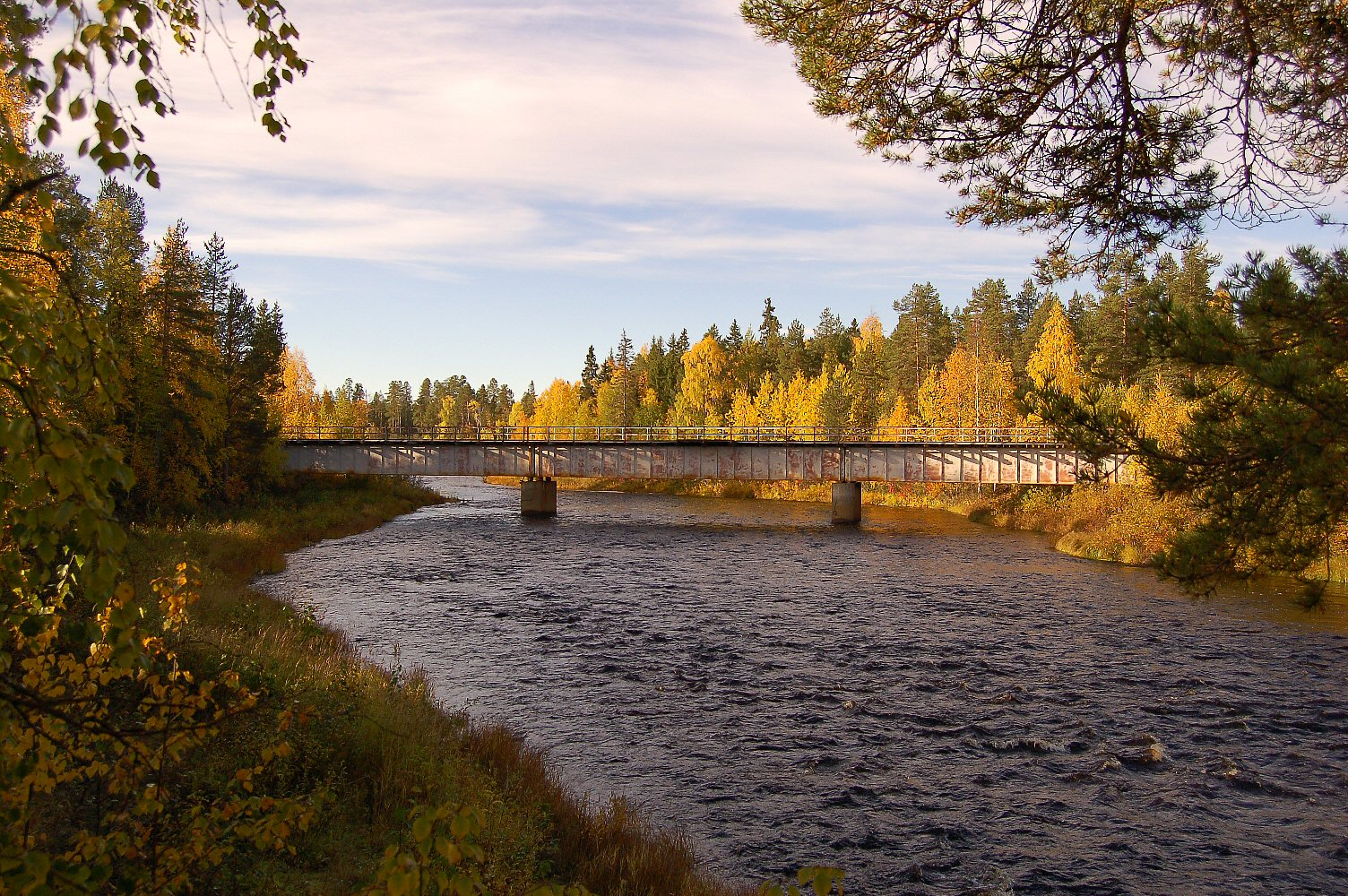
Bro över Naamijoki
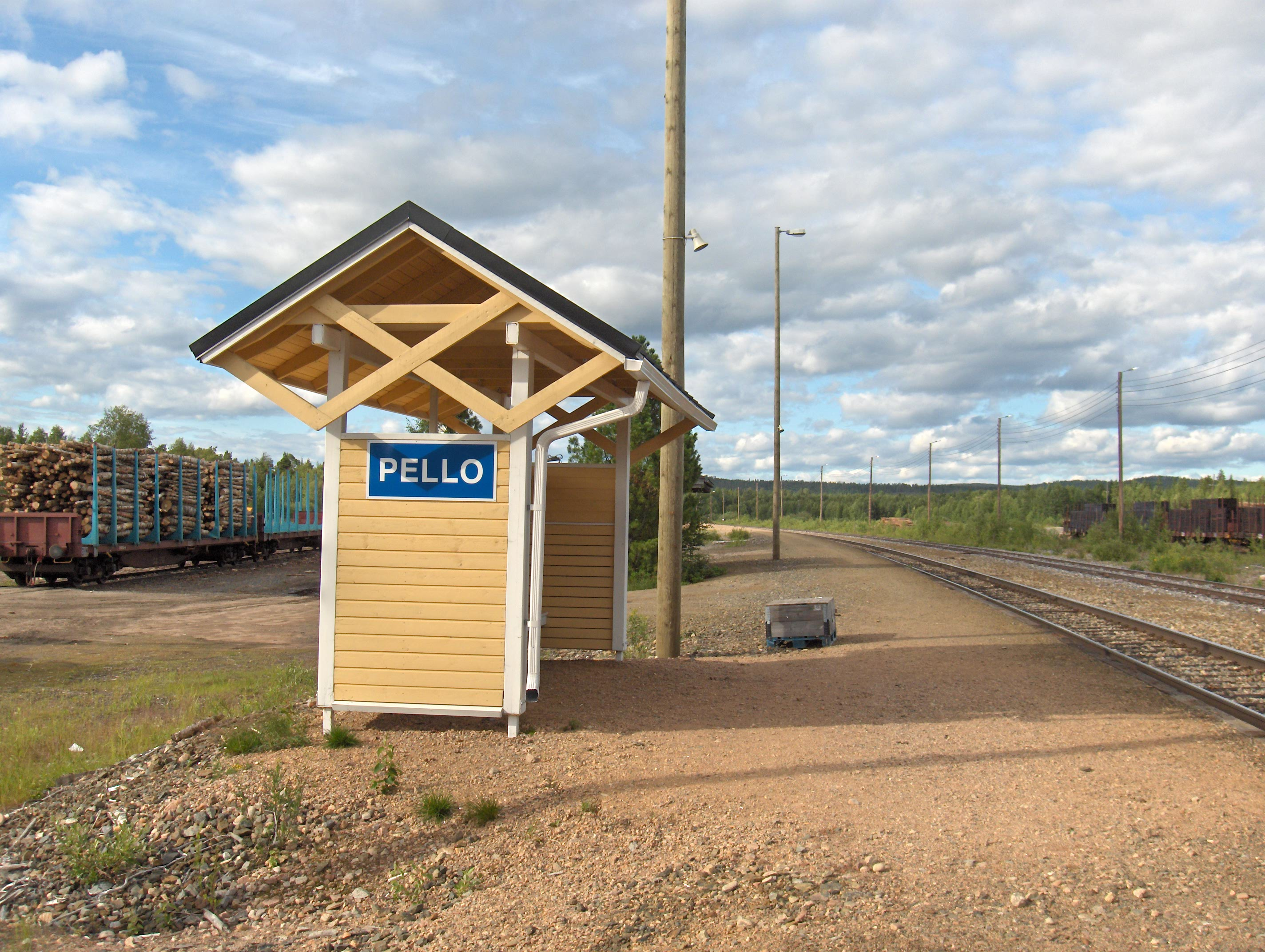
Pello kyrkoby
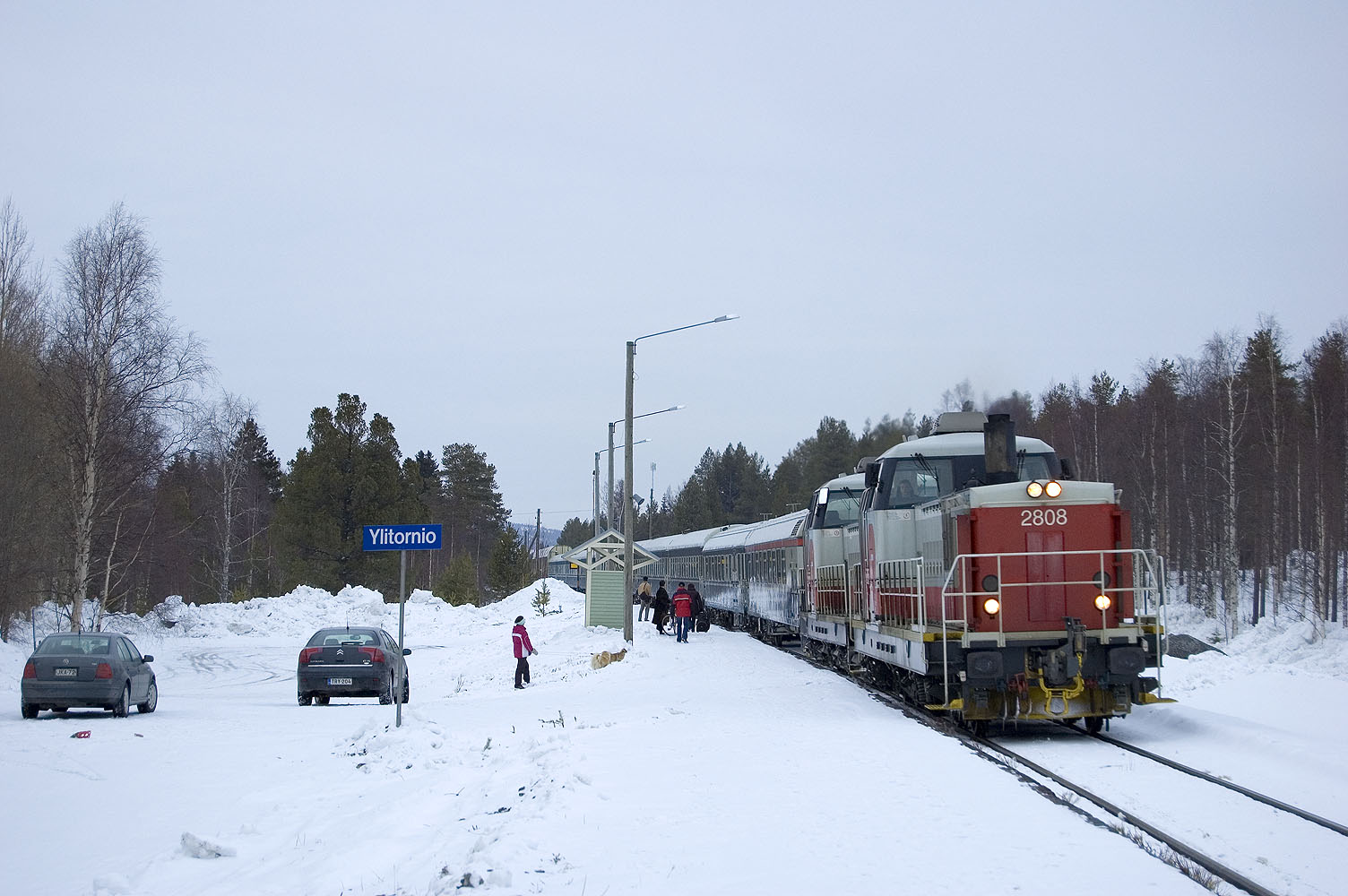
Övertorneå
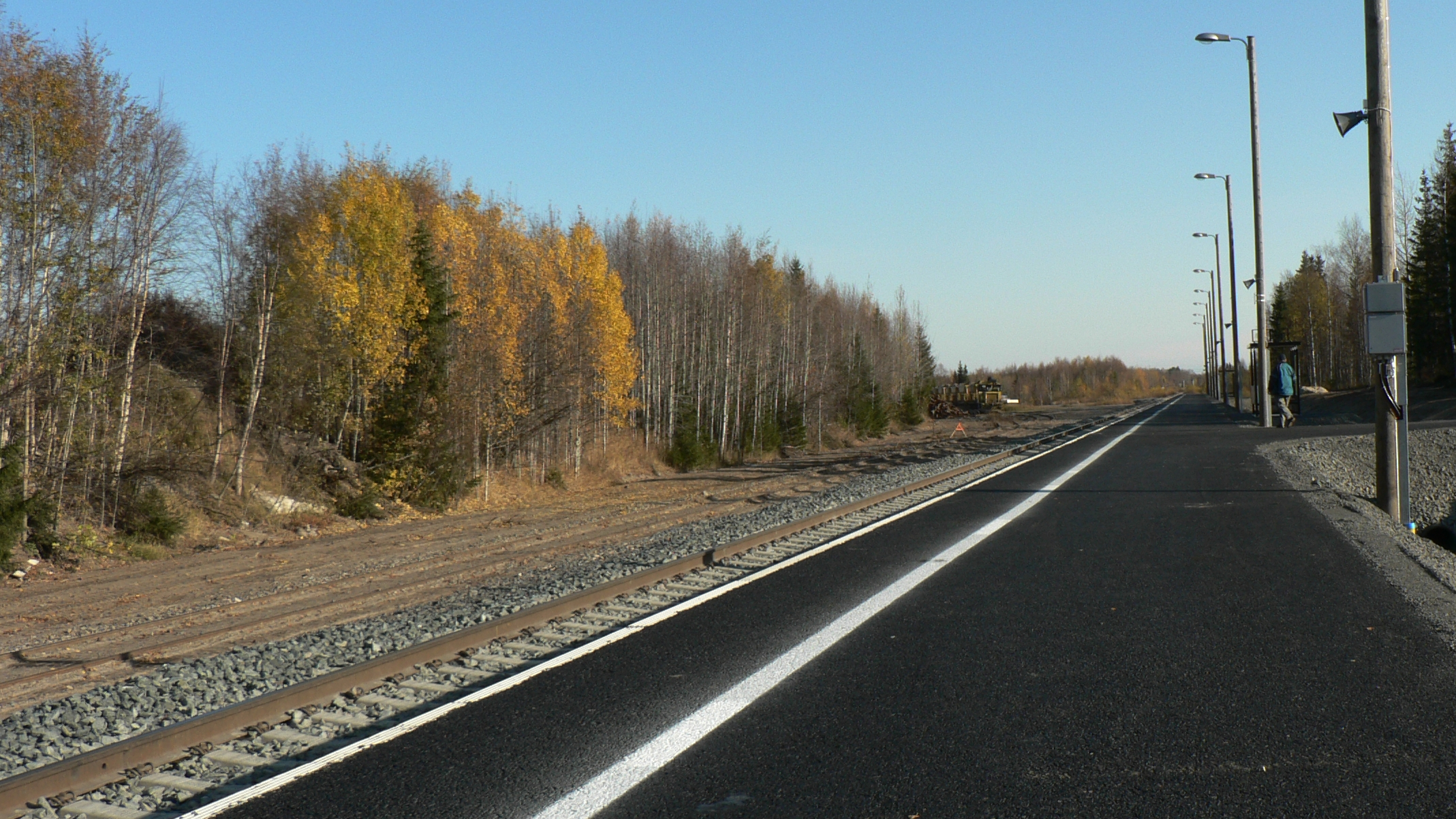
Torneå östra